# 漢普夏縣 (麻薩諸塞州)
漢普夏縣（英語：Hampshire County）是美国麻薩諸塞州中西部的一個縣，面積1,413平方公里。根據2020年美國人口普查，共有人口16萬2,308人。縣治北安普頓（Northampton）。該縣成立於1662年5月7日，縣名紀念英国漢普郡。